# Sarah Orman
Sarah Cath Orman (1973) è un'ex schermitrice statunitense.

## Palmarès
In carriera ha conseguito i seguenti risultati:
- Giochi Panamericani:

Winnipeg 1999: bronzo nella spada a squadre.